# Hamburguesa de Gómez
L'Hamburguesa de Gómez (en anglès: Gómez's Hamburger) és una nebulosa situada en la de Constel·lació del Sagitari, descoberta en fotografies del cel en 1985 per l'astrònom Arturo Gómez des de l'Observatori Inter-Americà del Cerro Tololo (Xile), deu el seu peculiar nom al seu descobridor i a la seva sorprenent semblança amb una hamburguesa. Probablement es tracta d'un estel jove envoltat d'un disc protoplanetari.
Inicialment es va pensar que es tracta una protonebulosa planetària (una tipus de nebulosa ejectada per un estel vell) situada a gran distància. No obstant això, recents estudis indiquen que la seva distància és moderada, uns 900 anys llum, i que la nebulosa és molt probablement un disc rotant al voltant d'un estel jove, en el qual s'ha identificat la probable presència d'un planeta en formació.

La imatge obtinguda amb el telescopi espacial Hubble permet veure l'estructura de la nebulosa en alta resolució, destacant la banda fosca de pols que la talla per la meitat. Aquesta banda fosca és en realitat l'ombra d'un gruixut disc que envolta l'estel central, i que nosaltres veiem de perfil. El propi estel, amb una temperatura efectiva entorn de 10 000 K, queda ocult dintre del disc. No obstant això, la llum que emet emergeix en adreces perpendiculars al disc il·lumina la pols damunt i sota ella. La peculiar geometria d'aquest objecte, vist gairebé exactament de cantó, ha permès el seu estudi amb particular detall. Es creu que aquest tipus de discos acabaran formant un sistema planetari similar al nostre, del que, com s'esmenta més amunt, ja hi ha indicis.